# Matthäus Hetzenauer
Matthäus Hetzenauer (Brixen im Thale, 16 de dezembro de 1924 — Brixen im Thale, 3 de outubro de 2004) foi um franco-atirador austríaco da Wehrmacht da Alemanha Nazista durante a Segunda Guerra Mundial. Ele serviu na 3ª Divisão de Montanha na Frente Oriental da Segunda Guerra Mundial, e foi creditado com 345 mortes. Seu tiro mais longo confirmado foi de 1.100 metros.
Hetzenauer recebeu a Cruz de Cavaleiro da Cruz de Ferro em 17 de abril de 1945.

## Juventude

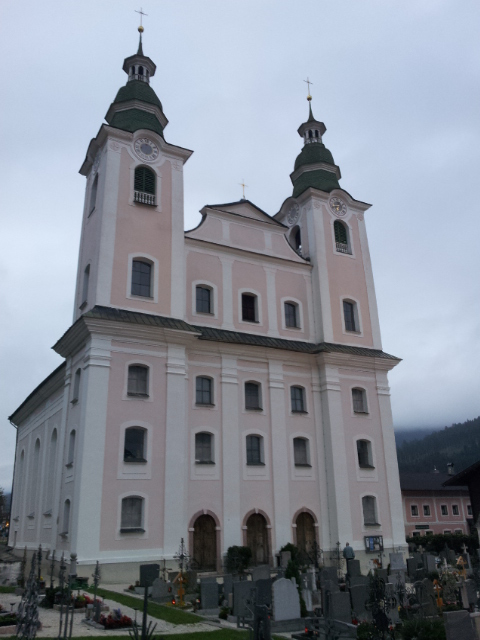
Decanato paroquial de Brixen im Thale, onde Hetzenauer passou grande parte de sua juventude.

Matthäus Hetzenauer nasceu em 23 de dezembro de 1924 na aldeia tirolesa austríaca de Brixen im Thale, filho de Simon e Magdalena Hetzenauer (née Pöll), descendentes de uma longa linhagem de camponeses austríacos na região de Kitzbühel. Ele foi batizado como católico na véspera de Natal na igreja paroquial medieval e foi criado com seus dois irmãos e irmãs na fazenda de seus pais acima da vila. Hoje, a casa de fazenda da família Hetzenauer, o Sonnleithof, é um hotel.
Hetzenauer cresceu cercado pelo longo costume tirolês de caça e caçadores - como a história de Georg Jennerwein -, seu pai era um caçador e seu tio Josef era um veterano do Exército Austro-Húngaro que exibia suas medalhas, incluindo uma Cruz de Ferro, em uma vitrine. Com este pano de fundo, Hetzenauer foi convocado em setembro de 1942, aos 17 anos, para o 140º Batalhão de Substituição de Montanha (Gebirgs-Ersatz-Bataillon 140), localizado em Kufstein.

## Carreira militar

### Treinamento
Hetzenauer chegou a Kufstein em 1942 e treinou por dois anos como Gebirgsjäger na cidade e nos Montes do Kaiser, para as quais sua educação no Tirol o condicionou. De 27 de março de 1943 a 1º de julho de 1943, ele primeiro passou pelo treinamento como atirador de morteiro médio com a infantaria de montanha. O jovem de 19 anos foi então treinado como atirador de elite (Scharfschütze) até 16 de julho de 1944 na área de treinamento de tropas de alta montanha "Seetaler Alpe" (Truppenübungsplatz Seetaler-Alpe em Steiermark), na Estíria e local de treinamento para os futuros atiradores das tropas de montanha. Ele recebeu instrução adicional na escola Gebirgsjäger em Mittenwald, escola Hochgebirgsjäger em Stubaital e na escola de suboficiais Gebirgsjäger do Exército em Wörgl, saindo com o posto de Gefreiter (cabo/anspeçada). Após o término deste treinamento ele foi designado para a 3ª Divisão de Montanha, sendo incorporado na 7ª Companhia do 144º Regimento de Caçadores de Montanha.
Com a divisão, ele participou de inúmeras ações de retaguarda. A retirada começou no início de 1944 na Ucrânia (evacuação da ponte Nikopol) e levou a unidade através da Romênia até a Eslováquia.

### Combate
Matthäus Hetzenauer utilizou o fuzil Karabiner 98k ferrolhado com mira telescópica de 6x e um Gewehr 43 semiautomático com mira telescópica ZF4 de 4x, como era costume para alternar entre precisão e rapidez. Os fuzis tinham as lunetas zerada a 300 metros, com os atiradores ensinados a estimarem distâncias até 500m. Quando entrevistado pela revista do Exército Austríaco, Truppendienst, em outubro de 1967, Matthäus Hetzenauer afirmou que poderia garantir um tiro na cabeça a 400m, um tiro no peito a 600m e ser capaz de atingir um homem de pé a 700-800 metros. Os tiros não costumavam ser realizados à distâncias tão longas, com os atiradores preferindo a aproximação furtiva mais próxima possível para garantir o sucesso no tiro. Algumas escolas de atiradores de elite alemãs tinham réplicas completas de vilas russas e os atiradores alemães recebiam instrução de combate casa-a-casa. A maior parte dos combates em cidades era à curta distância, abaixo de 300 jardas (270m), combates fora das áreas urbanizadas se estenderam por vastas estepes, florestas densas, tundra, montanhas e campos de trigo; ambientes nos quais os atiradores soviéticos podiam se camuflar.

Apesar de proibido pelas Convenções de Genebra, franco-atiradores alemães e soviéticos usaram munição explosiva. Os snipers alemães Hetzenauer, Sepp Allerberger e Helmut Wirnsberger mencionaram o uso de munição "B. Pat" ao Truppendienst antes mesmo da aprovação pelo comando em 1944. Um uso possível era a observação, pois criava um sopro de fumaça, e como arma incendiária, forçando o inimigo a evacuar casas de madeira. Tiros de observação eram dados a até 600 metros. Outra razão foi a própria antipatia entre ambos os lados, conforme expressado pelo sniper alemão Sepp Allerberger (pseudônimo Franz Kramer) no livro In Auge Des Jägers:
"Os russos tinham esse tipo de munição antes do começo da guerra e eles a usaram contra a infantaria. O efeito brutal desses mísseis era muito temido pelos Landsers [apelido alemão para sua infantaria], em particular porque os atiradores russos gostavam de usá-lo. De acordo com a Convenção de Genebra, a munição explosiva para armas portáteis era proibida, mas a guerra na Frente Oriental já havia excedido a escala em termos de humanidade."
Os atiradores alemães eram empregados à frente de suas próprias linhas, penetrando as linhas inimigas principais à noite. Na entrevista ao Truppendienst, Matthäus Hetzenauer explicou que a sua função após a barragem de artilharia inicial alemã era silenciar "comandantes e metralhadores porque as nossas forças seriam muito fracas em número e munição sem esse apoio"; ocasionalmente, ele também acompanhava a infantaria de forma que "quando o ataque diminuísse de velocidade, eu tinha que ajudar atirando em operadores de metralhadoras e canhões anti-carro, etc.".

### Cruz de Cavaleiro
Em 6 de novembro de 1944, ele sofreu traumatismo craniano por fogo de artilharia e recebeu o Distintivo de Ferido em preto três dias depois.

O Gefreiter Hetzenauer recebeu a Cruz de Cavaleiro da Cruz de Ferro em 17 de abril de 1945. A razão para o prêmio foi formulada da seguinte forma pelo comandante da divisão, Generalleutnant Paul Klatt:
"No geral, os sucessos de Hetzenauer como franco-atirador colocaram 'duas poderosas companhias inimigas fora de ação' - Hetzenauer agiu 'sem levar em conta sua própria segurança apesar do fogo de artilharia ou ataques inimigos.'"
Esta recomendação foi aprovada pelo General der Gebirgstruppe Karl von Le Suire e pelo General der Panzertruppe Walther Nehring. No final da guerra, Hetzenauer foi feito prisioneiro de guerra pelos soviéticos na área de Schwarzwasser, de onde retornou apenas em 10 de janeiro de 1950.

## Família
Matthäus Hetzenauer era casado com Maria, née Beihammer, e teve três filhos com ela. Matthäus viveu na fazenda Sonnleitbauer, em Brixen, após a guerra. Ele morreu em 3 de outubro de 2004 após uma doença de vários anos. Sua esposa Maria morreu em 2006.

## Condecorações
- Cruz de Ferro (1939)[2][6]
  - 2ª classe (1º de setembro de 1944)
  - 1ª classe (25 de novembro de 1944)
- Distintivo de Ferido (1939) em Preto (9 de novembro de 1944)
- Distintivo de Assalto de Infantaria em Prata (13 de novembro de 1944)
- Distintivo de Atirador de Elite em Ouro (3 de dezembro de 1944)[6]
- Cruz de Cavaleiro da Cruz de Ferro (17 de abril de 1945)[2][3]

## Literatura
- Roland Kaltenegger: Eastern Front Sniper: The Life of Matthäus Hetzenauer. Greenhill Books, 1ª Edição. 2017, ISBN 978-1784382162.